# 얼 와일드
얼 와일드 (Earl Wild, 1915년 11월 26일) – 2010년 1월 23일)는 재즈와 클래식 음악 편곡으로 알려진 미국 피아니스트이다.
로일랜드 얼 와일드는 1915년 펜실베니아주 피츠버그에서 태어났다.
1931년, 그는 허버트 후버 대통령에 의해 백악관에서 연주하도록 초대받았다. 다음 다섯 명의 대통령 (프랭클린 D. 루즈벨트, 해리 S. 트루먼, 드와이트 D. 아이젠하워, 존 F. 케네디와 린든 B. 존슨은 또한 그를 그들을 위해 연주하도록 초청했고, 와일드는 6년 연속 대통령직을 수행했던 유일한 피아니스트로 남아있다.
1937년, Wild는 NBC 심포니 오케스트라의 스태프 피아니스트로 고용되었다. 1939년, 그는 미국 텔레비전에서 리사이틀을 공연한 최초의 피아니스트가 되었다. Wild는 나중에 그 작은 스튜디오가 밝은 조명 아래서 너무 뜨거워져서 아이보리색 피아노 건반이 휘어지기 시작했다고 회상했다.
세계 2차 대전 동안, 와일드는 음악가로 미국 해군에 복무했다. 엘레노어 루즈벨트가 미국을 방문하여 전쟁을 지원하는 동안 그는 종종 그녀와 함께 여행을 했다. 와일드의 임무는 말하기 전에 피아노로 애국가를 부르는 것이었다. 전쟁이 끝난 후 몇 년 후, 그는 1968년까지 스태프 피아니스트, 지휘자, 작곡가로 새로 결성된 미국 방송사로 자리를 옮겼다. 그는 1952년, 1968년, 1971년 보스턴에서 열린 피바디 메이슨 콘서트 시리즈와 1986년 리스트의 세 번의 콘서트를 위해 공연했다. 와일드는 서울, 베이징, 도쿄에서 아르헨티나, 영국 그리고 미국 전역에서 열리는 그의 거장 연주회와 마스터 클래스로 유명했다.